# سميرة فيرا كروز
سميرة ناندي ماركيز فيرا كروز (بالبرتغالية: Samira Nandi Marques Vera-Cruz‏) (من مواليد 11 سبتمبر 1990) هي مُخرجة ومُنتجة ومُمثلة من الرأس الأخضر.

## سيرتُها الشخصية
وُلدت سميرة فيرا كروز في منديلو في ساو فيسنتي في الرأس الأخضر، وهي من أصول أنغولية. خلال نشأتها تنقلت بين مُدن مينديلو وبرايا ولشبونة عاصمة البرتغال.
حصلت سميرة على بكالوريوس الآداب في دراسات الأفلام وتخصص فرعي في الاتصالات العالمية من الجامعة الأمريكية في باريس عام 2013. انتقلت إلى أنغولا في أوائل عام 2014 وعملت هُناك لمُدة عامين تقريبًا كمُنتجة سمعية بصرية في إحدى الشركات في مدينة لواندا.
بعد عودتها إلى الرأس الأخضر سنة 2016، أخرجت أول فيلم قصير لها الذي حمل عُنوان «بوسكا سانتو». هذا الأخير هو فيلم روائي قصير، مستوحى من فيلم سارق الدراجة لمُخرجه الإيطالي فيتوريو دي سيكا، حيث يدرس الفيلم العلاقة بين أب وابنه في جزيرة سانتياغو في الرأس الأخضر. عُرض الفيلم القصير في كُل من الرأس الأخضر والبرتغال وموزمبيق وفاز بجائزة أفضل عمل روائي في مهرجان أويا السينمائي في منديلو في الرأس الأخضر.
أنشأت بعد ذلك شركة الإنتاج الخاصة بها رُفقة سورين أراوخو وحملت اسم (بالبرتغالية: Parallax Produções‏)، أخرجت من خلالها أفلام أورا دي باي (بالبرتغالية: Hora di Bai‏) (2017) وسوكورو (2017).
أورا دي باي هُو فيلم وثائقي قصير حصل على تمويله من الاتحاد الأوروبي، من خلال إحدى مُسابقات الأفلام القصيرة، ويتحدث الفيلم عن العلاقة مع الموت في جزيرة سانتياغو في الرأس الأخضر. عُرض الفيلم في مهرجانات في الرأس الأخضر والبرازيل وكندا والولايات المتحدة الأمريكية والبرتغال وبلجيكا وبولندا وغينيا بيساو وموزمبيق وأنغولا وساو تومي وبرينسيبي وماكاو وتيمور الشرقية ومدغشقر.
سوكورو، الذي أُنتج بدون تمويل، هُو أول فيلم روائي طويل للمُخرجة. وهُو فيلم إثارة نفسية يحكي قصة جيلو الشاب المُصاب بالفصام والمُدمن على الكوكايين، وصراعه مع الإدمان وأمه وشياطينه. تم عرض الفيلم في الرأس الأخضر وبروكسل وموزمبيق وماكاو.
حصلت سميرة على جائزة (بالإنجليزية: Talents Durban 2019)‏ خلال مهرجان ديربان السينمائي الدولي عن فيلمها الوثائقي «ومن سيطبخ» (بالإنجليزية: And Who Will Cook?)‏.

## أعمالها
- بوسكا سانتو (2016).
- حان وقت الذهاب (2017).
- سوكورو (2017).

## روابط خارجية
سميرة فيرا كروز على موقع IMDb (الإنجليزية)